# Renfrewshire

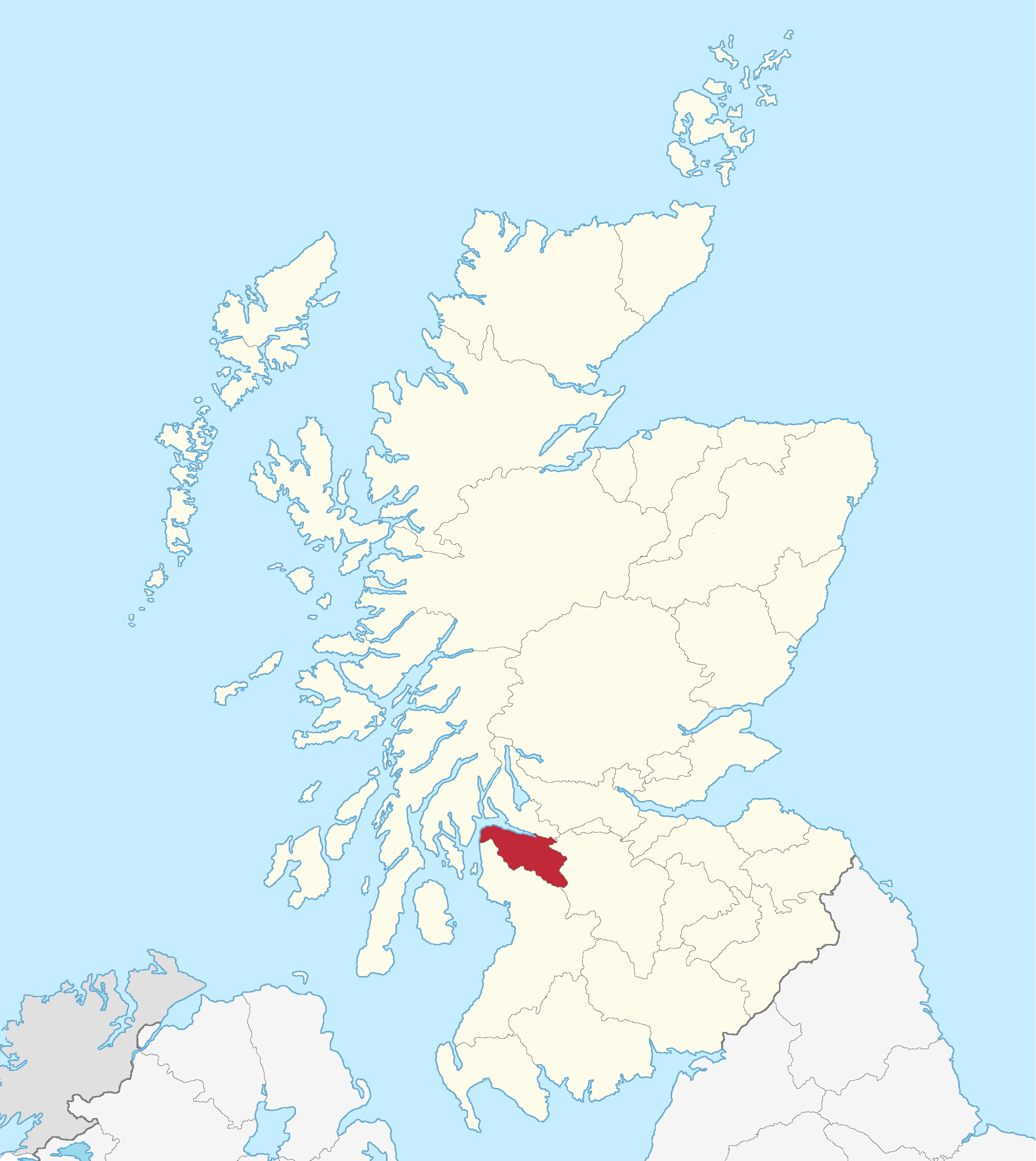
Grevskapet Renfrewshire.

Renfrewshire är en av Skottlands kommuner. Kommunen gränsar till North Ayrshire, East Renfrewshire, Glasgow, Inverclyde och West Dunbartonshire. Centralort är Paisley.
Det traditionella grevskapet och ståthållarskapet Renfrewshire täcker förutom kommunen Renfrewshire även kommunerna East Renfrewshire och Inverclyde, samt några orter i City of Glasgow.
Mellan 1975 och 1996 täcktes området av distriktet Renfrew, som omfattade ett något större område. Då regionen Strathclyde löstes upp 1996 blev Barrhead, Neilston och Uplawmoor överfört till den nya kommunen East Renfrewshire.

## Orter
- Bishopton
- Bridge of Weir
- Brookfield
- Craigends
- Crosslee
- Elderslie
- Erskine
- Houston
- Howwood
- Inchinnan
- Johnstone
- Kilbarchan
- Linwood
- Lochwinnoch
- Paisley
- Ralston
- Ranfurly
- Renfrew